# 양주성금속비
양주성금속비(梁柱星金屬碑)는 인천광역시 중구 운남동에 있는 조선시대 영종첨절제사를 지낸 양주성 선생의 공덕을 기리고 있는 비이다. 1993년 7월 6일 인천광역시의 기념물 제13호로 지정되었다가, 2019년 7월 29일 인천광역시의 문화재자료 제29호로 재지정되었다.

## 개요
영종첨절제사를 지낸 양주성 선생의 공덕을 기리고 있는 비이다.
조선 고종 12년(1875) 8월 강화도에 침입하여 초지진을 공격하고 돌아가던 일본 군함 운양호가 도중에 영종진을 공격하며 뭍에 올라와 진을 점령하고 관아에 불을 질렀다. 이에 조정에서는 인천부를 방어영으로 승격시키는 동시에 강화유수부에 속해 있던 영종진을 인천방어영에 속하게 하였으며, 10월에는 홍문관 제학 양주성을 영종첨절제사로 임명하여 관아를 복원하였다. 양주성은 이곳에 근무하는 동안 관아를 복원하여 방비를 튼튼히 함과 아울러 선정을 베풀었는데, 그가 떠나게 되자 은혜를 잊지 못한 주민들이 놋그릇을 모아 이 비를 세우고 그 뜻을 기렸다고 한다.
긴 직사각형의 비는 윗모서리를 둥글게 다듬어 놓은 간결한 모습으로, 고종 15년(1878)에 세웠다. 원래 곤돌 고개마루에 있었던 것을 주민들이 동민회관 옆으로 옮겨 관리하고 있다.

## 문화재자료 지정 사유
인천광역시 선정비 가운데 유일하게 철(鐵)로 조성된 비(碑)로, 전국에 60여 기 정도로 드문 편이다.
양주성 비는 인천 관방 연구의 자료, 인천 지방 수령의 치적과 관련하여 선정비의 조성 연구 자료 등 학술적 가치 및 타 지역 철비와의 비교 또는 석비와의 비교 연구를 통하여 조선 시대 선정비 건립의 특징을 찾아 낼 수 있다.
비석은 다른 유물에 비해 장소성이 중요한데, 양주성금속비는 이미 원 위치(영종진)에서 옮겨진 것이기 때문에 기념물로서의 의미는 희석되었다고 볼 수 있어, 기념물 지정을 해제하고 문화재자료로 변경하여 지정한다.

## 참고 문헌
- 양주성금속비 - 국가유산청 국가유산포털